# Rosa foetida
|  | No s'ha de confondre amb Rosa persica, una altra rosa groga de Pèrsia. |

La rosa foetida és una espècie de rosa, nativa de les faldilles de les muntanyes del Caucas a Geòrgia anomenada en català rosa groga. Té flors grogues, amb una lleugera però àcida fragància que pot ser desagradable, d'aquí el seu nom d'espècie. Encara que creix àmpliament fora de la seva àrea (per exemple, a Gran Bretanya i Estats Units), és particularment susceptible a la taca negra. Com no existeixen roses grogues nadiues a Europa, la seva introducció des de Pèrsia va ser molt important en el cultiu de roses i R. foetida ha contribuït àmpliament al patrimoni genètic de les roses cultivades.

## Etimologia del nom
La rosa s'anomena foetida del llatí "pudent", ja que la seva olor recorda a l'oli de llinosa bullit, cosa que algunes persones troben desagradable. Tot i això, n'hi ha d'altres que no la troben "tan dolenta."

## Història del seu cultiu

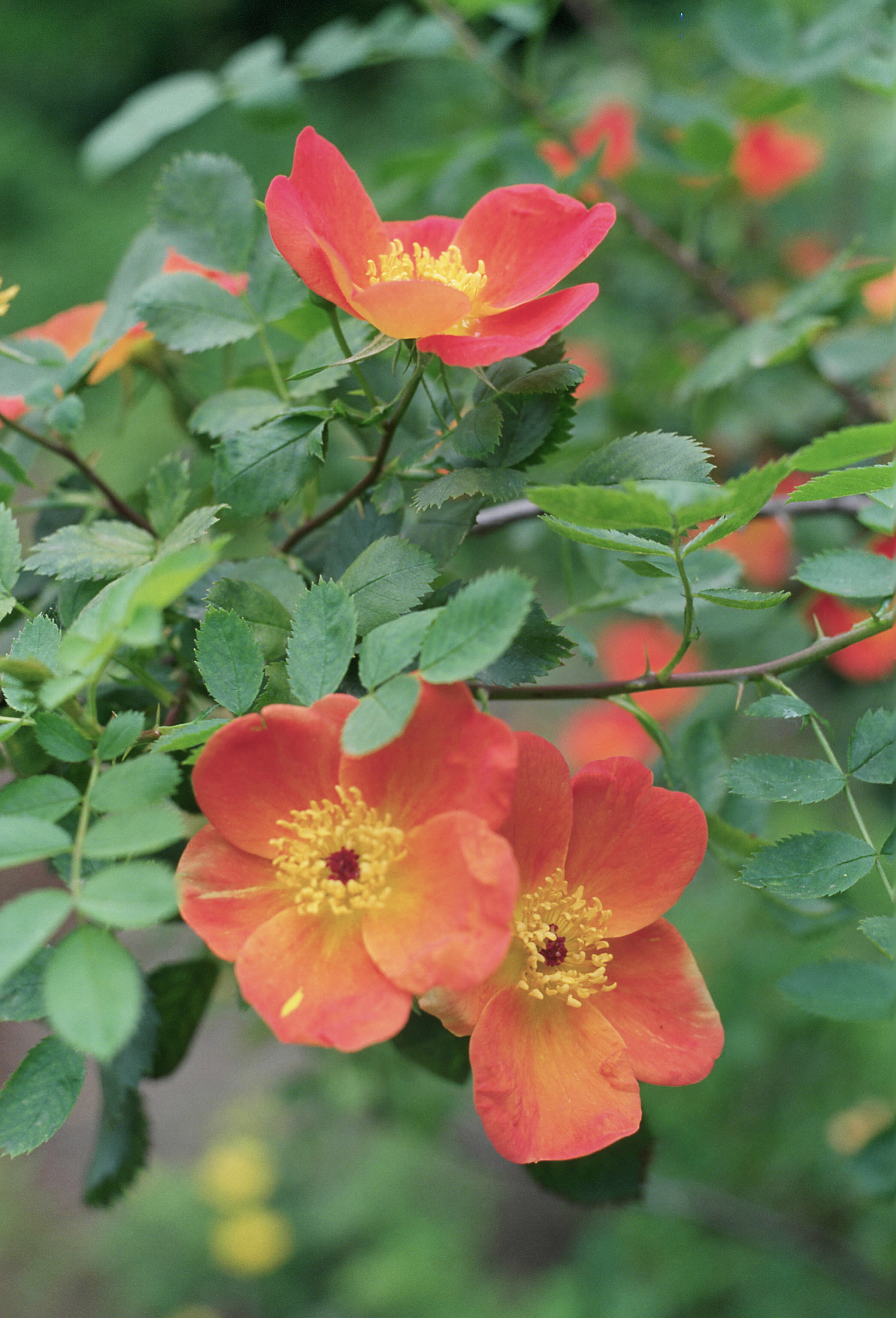
Rosa foetida bicolor

Rosa foetida va importar-se des de Pèrsia (R. foetida 'persiana' és el nom d'una de les seves varietats) i va ser molt important per a la floricultura europea, ja que no existien roses grogues nadiues. Va ser descrita el 1583 i cultivada amb èxit per Carolus Clusius; va plantar-la al jardí imperial de Rodolf II a Viena. També va ajudar a la seva popularitat el fet que Joris Hoefnagel, un pintor i gravador flamenc, va il·lustrar-la a mà contrastant-la amb l'englantina roja.
És una rosa important, ja que és l'origen dels pigments grocs de molts dels híbrids moderns a través de 'Soleil d'Or' (R. foetida x 'Antoine Ducher'; 1900), creada per Joseph Pernet-Ducher i ha exercit doncs una gran influència en el patrimoni genètic de les roses cultivades modernes.

## Descripció i cultiu
Aquest roser ha estat descrit com a llarg i prim i no gaire vigorós, per la qual cosa necessita un suport o paret. Creix fins als 180 cm d'alçada. La varietat Rosa foetida var.  'bicolor' , la rosa de coure austríaca, floreix aviat i les seves flors tenen el pètals vermells o taronges en la seva superfície interna superior i grocs en l'exterior inferior. És susceptible a la taca negra característica que també ha transmès a les roses modernes que en descendeixen.